# Sokil, Liuboml
Sokil (în ucraineană Сокіл) este un sat în comuna Polapî din raionul Liuboml, regiunea Volînia, Ucraina.

## Demografie
Componența lingvistică a localității Sokil
     Ucraineană (99,32%)
     Alte limbi (0,68%)
Conform recensământului din 2001, majoritatea populației localității Sokil era vorbitoare de ucraineană (99,32%), existând în minoritate și vorbitori de alte limbi.